# Stogi (przystanek kolejowy)
Stogi – nieczynny przystanek kolejowy w Stogach, w powiecie malborskim w województwie pomorskim, w Polsce.

## Historia
Przystanek kolejowy oraz budynek mieszczący poczekalnię i mieszkania kolejarzy powstał w roku 1912, w związku z ukończeniem budowy nowego wyprowadzenia linii Szymankowo-Nowy Dwór Gdański na stację w Szymankowie.